# Terremoto de Caucete
El terremoto de Caucete de 1977 fue un terremoto registrado en la Provincia de San Juan, Argentina, el miércoles 23 de noviembre de 1977, a las 06:26 hora local (UTC-03:00).

Su hipocentro estuvo a una profundidad de 17 kilómetros. Se sintió con una intensidad de grado X en la escala de Mercalli, y registró una magnitud de momento de 7,4. 
El terremoto causó 65 víctimas fatales , destruyó casas y edificios en toda la región, con énfasis en el departamento de Caucete. Los mayores daños se produjeron en las construcciones de adobe. Al igual que en los sismos anteriores, se produjeron fenómenos de licuefacción de suelo, al este del valle del Tulum y valle del río Bermejo. Se originaron cráteres y volcanes de arena, derrames laterales y violentas salidas de agua con hasta tres metros de altura. La red vial fue enormemente afectada, al igual que la red de riego y drenaje y la infraestructura ferroviaria. Por la licuefacción se produjeron numerosos daños en las líneas de transmisión de energía, redes de distribución de agua potable, perforaciones para riego. También hubo daños en numerosas obras civiles aún no inauguradas, como barrios y escuelas.
El terremoto de 1977 se asocia al sistema de fallamiento Ampacama-Niquizanga, durante el cual se produjo ruptura superficial y un desplazamiento vertical promedio de 30 cm, según un relevamiento geodésico efectuado en 1982.
También ocasionó daños al norte del Área Metropolitana del Gran Mendoza. En edificios altos, a más de 1000 km de distancia, se sintieron sus efectos apreciablemente.
El Grupo 1 de Comunicaciones Escuela de la Fuerza Aérea Argentina fue la unidad responsable de restablecer las comunicaciones mientras permaneció el estado de emergencia en la región.